# نیو بلومفیلد (میزوری)
نیو بلومفیلد (به انگلیسی: New Bloomfield) یک شهر در ایالات متحده آمریکا است که در شهرستان کالاوی، میزوری واقع شده‌است. نیو بلومفیلد ۴٫۰۴ کیلومتر مربع مساحت و ۶۶۹ نفر جمعیت دارد و ۲۶۳ متر بالاتر از سطح دریا واقع شده‌است.